# Limeum deserticola
Limeum deserticola är en tvåhjärtbladig växtart som beskrevs av Moritz Kurt Dinter och Schellenberg. Limeum deserticola ingår i släktet Limeum och familjen Limeaceae. Inga underarter finns listade i Catalogue of Life.